# Western Conference (National Basketball Association)
Western Conference i National Basketball Association (NBA). Den bildades inför säsongen 1970/1971 och tog då över efter Western Division.
Western Conference-mästare blir det lag som når hela vägen fram till NBA-finalen och har ingen betydelse för vilken placering laget fick i grundserien.
Från säsongen 1970/1971 till och med säsongen 2003/2004 innehöll Western Conference två stycken divisioner (Midwest och Pacific). Men inför 2004/2005 utökades den till tre divisioner, Midwest försvann och ersattes av  Northwest och Southwest.

## Divisionerna
Från och med säsongen 2008/2009 spelar följande klubbarna i divisionerna:

## Western Conference-mästare
Western Conference hette Western Division fram tills 1970.
- 1947: Chicago Stags
- 1948: Baltimore Bullets
- 1949: Minneapolis Lakers
- 1950: Minneapolis Lakers
- 1951: Rochester Royals
- 1952: Minneapolis Lakers
- 1953: Minneapolis Lakers
- 1954: Minneapolis Lakers
- 1955: Ft. Wayne Pistons
- 1956: Ft. Wayne Pistons
- 1957: St. Louis Hawks
- 1958: St. Louis Hawks
- 1959: Minneapolis Lakers
- 1960: St. Louis Hawks
- 1961: St. Louis Hawks
- 1962: Los Angeles Lakers
- 1963: Los Angeles Lakers
- 1964: San Francisco Warriors
- 1965: Los Angeles Lakers
- 1966: Los Angeles Lakers
- 1967: San Francisco Warriors
- 1968: Los Angeles Lakers
- 1969: Los Angeles Lakers
- 1970: Los Angeles Lakers
- 1971: Milwaukee Bucks
- 1972: Los Angeles Lakers
- 1973: Los Angeles Lakers
- 1974: Milwaukee Bucks
- 1975: Golden State Warriors
- 1976: Phoenix Suns
- 1977: Portland Trail Blazers
- 1978: Seattle SuperSonics
- 1979: Seattle SuperSonics
- 1980: Los Angeles Lakers
- 1981: Houston Rockets
- 1982: Los Angeles Lakers
- 1983: Los Angeles Lakers
- 1984: Los Angeles Lakers
- 1985: Los Angeles Lakers
- 1986: Houston Rockets
- 1987: Los Angeles Lakers
- 1988: Los Angeles Lakers
- 1989: Los Angeles Lakers
- 1990: Portland Trail Blazers
- 1991: Los Angeles Lakers
- 1992: Portland Trail Blazers
- 1993: Phoenix Suns
- 1994: Houston Rockets
- 1995: Houston Rockets
- 1996: Seattle SuperSonics
- 1997: Utah Jazz
- 1998: Utah Jazz
- 1999: San Antonio Spurs
- 2000: Los Angeles Lakers
- 2001: Los Angeles Lakers
- 2002: Los Angeles Lakers
- 2003: San Antonio Spurs
- 2004: Los Angeles Lakers
- 2005: San Antonio Spurs
- 2006: Dallas Mavericks
- 2007: San Antonio Spurs
- 2008: Los Angeles Lakers
- 2009: Los Angeles Lakers
- 2010: Los Angeles Lakers
- 2011: Dallas Mavericks
- 2012: Oklahoma City Thunder
- 2013: San Antonio Spurs
- 2014: San Antonio Spurs
- 2015: Golden State Warriors
- 2016: Golden State Warriors
- 2017: Golden State Warriors
- 2018: Golden State Warriors
- 2019: Golden State Warriors

NBA-mästare märkta i fetstil.

## Western Conference-titlar
- 31: Minneapolis / Los Angeles Lakers
- 8: Golden State / San Francisco Warriors
- 6: San Antonio Spurs
- 4: Houston Rockets
- 4: Atlanta / St. Louis Hawks
- 4: Oklahoma City Thunder / Seattle SuperSonics
- 3: Portland Trail Blazers
- 2: Fort Wayne Pistons
- 2: Milwaukee Bucks
- 2: Phoenix Suns
- 2: Utah Jazz
- 2: Dallas Mavericks
- 1: Baltimore Bullets *
- 1: Chicago Stags *
- 1: Indianapolis Olympians *
- 1: Rochester Royals

* = Spelar inte längre i Western Conference